# شارع الملك فيصل (الأردن)
شارع الملك فيصل (أو ساحة الملك فيصل سابقا) هو شارع في عمان، الأردن، ويعتبر أحد الشوارع الرئيسية في وسط المدينة. سمي الشارع باسم الملك فيصل الأول ملك العراق. كان يسمى الشارع في الأصل شارع البلدية عام 1909، وأصبح أحد الشوارع الرئيسية في عمان، وخاصة بعد أن أصبحت مدينة عمان عاصمة إمارة شرق الأردن عام 1921. في فترة الإمارة كانت توجد بها أبرز الفنادق ودور السينما والمقاهي والمطاعم في المدينة. وبفضل موقعها المركزي، فقد تم استخدامه أيضا كمساحة عامة للاحتفالات والمناسبات الوطنية، بما في ذلك إعلان استقلال الأردن عام 1946، وكذلك للاحتجاجات السياسية.
في بدايات الخمسينات من القرن العشرين، أصبح الشارع من الأسواق التجارية الهامة، حيث انتشر فيه: المباني ذات الطوابق المتعددة، والفنادق، والبنوك، وأسواق الذهب، ومكاتب سيارات الأجرة وسيارات نقل الناس إلى القدس ودمشق وبيروت، دار للسينما ومحلات تجارية راقية وكبيرة.

## الموقع
يبدأ شارع الملك فيصل عند تقاطع شارعي الملك حسين وشعبان 9، وينتهي عند تقاطع شارع الرضا وشارع السعادة، حيث تم بناء أول مبنى لبلدية عمان عام 1909. يمتد الشارع حوالي 250 متر (820 ft) على طول منطقة وسط المدينة. 

## تاريخه

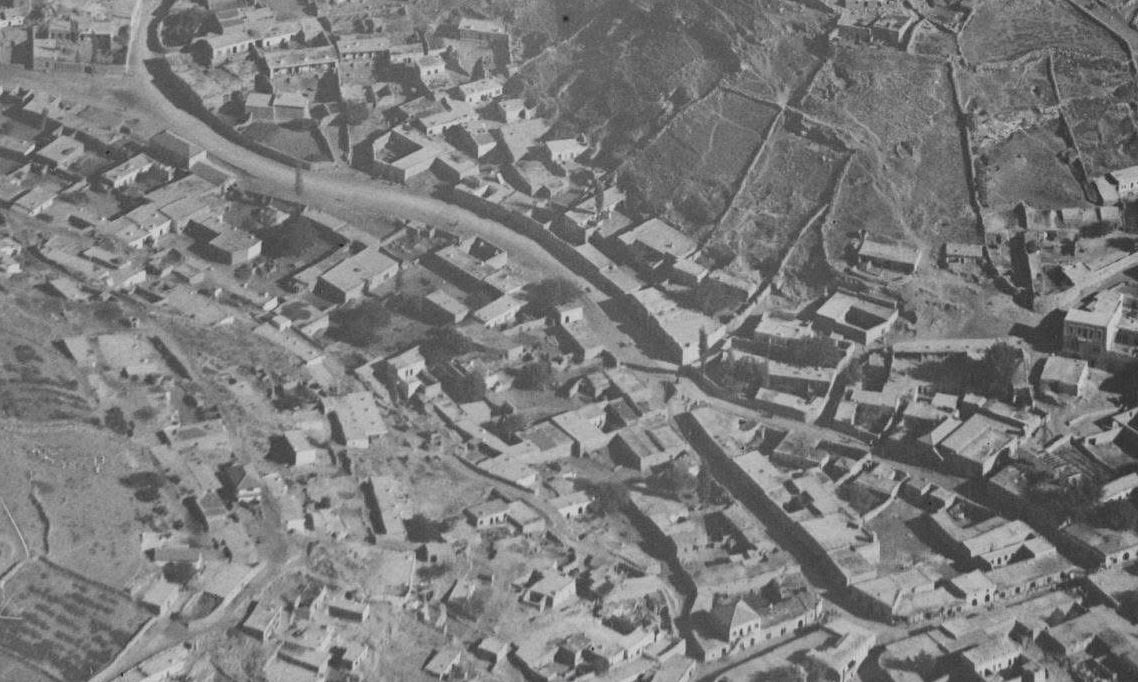
منظر جوي للشارع عام 1918، ابتداءً من التقاطع المثلث على اليمين (تقاطعي الرضا والسعادة اليوم)

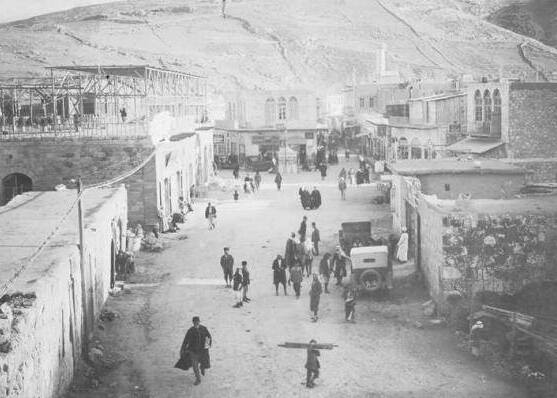
شارع الملك فيصل باتجاه مبنى البلدية القديم في المنتصف، 1927

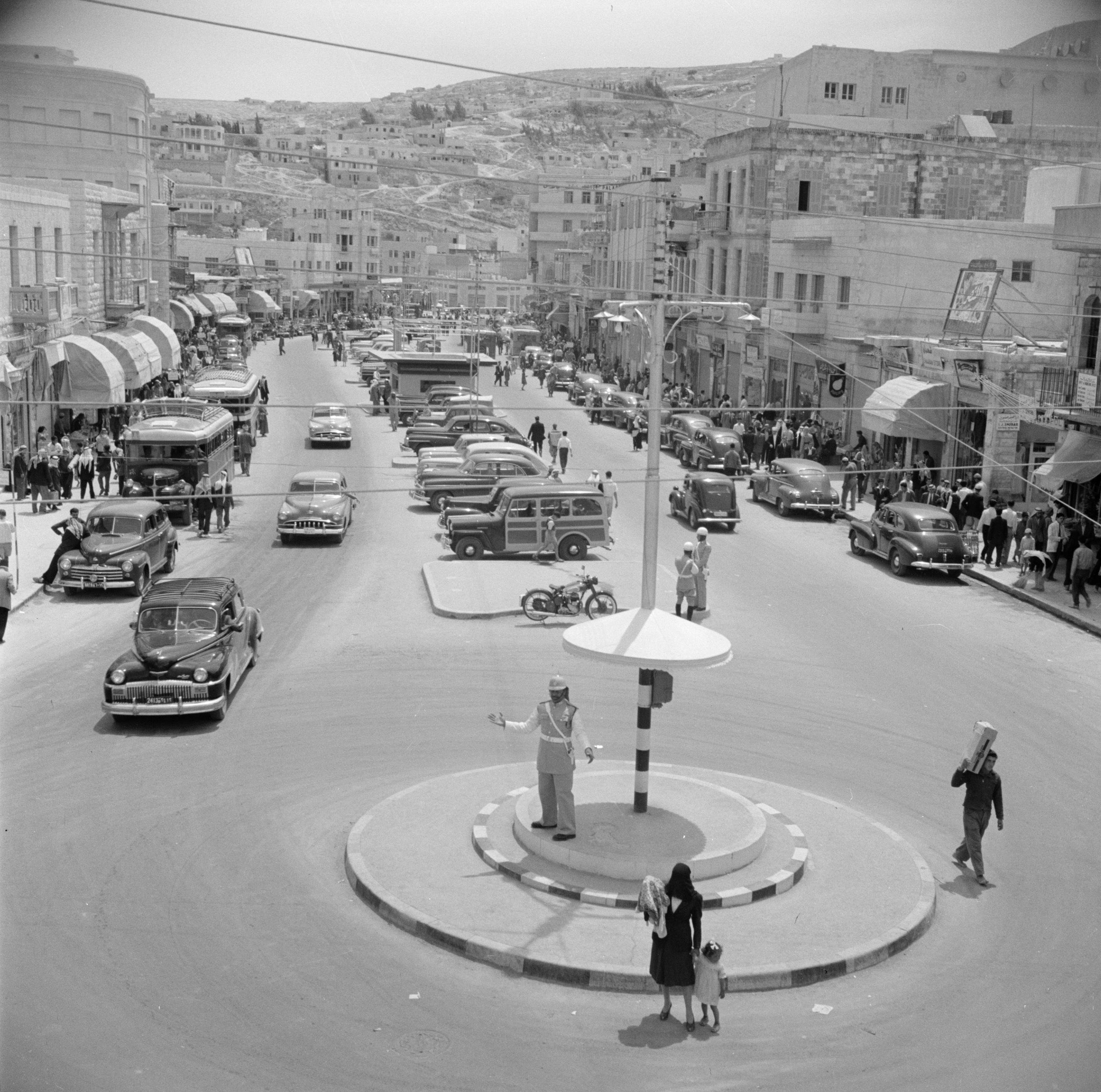
شارع الملك فيصل عام 1950 كما يظهر من تقاطع شارعي الملك حسين وشعبان 9

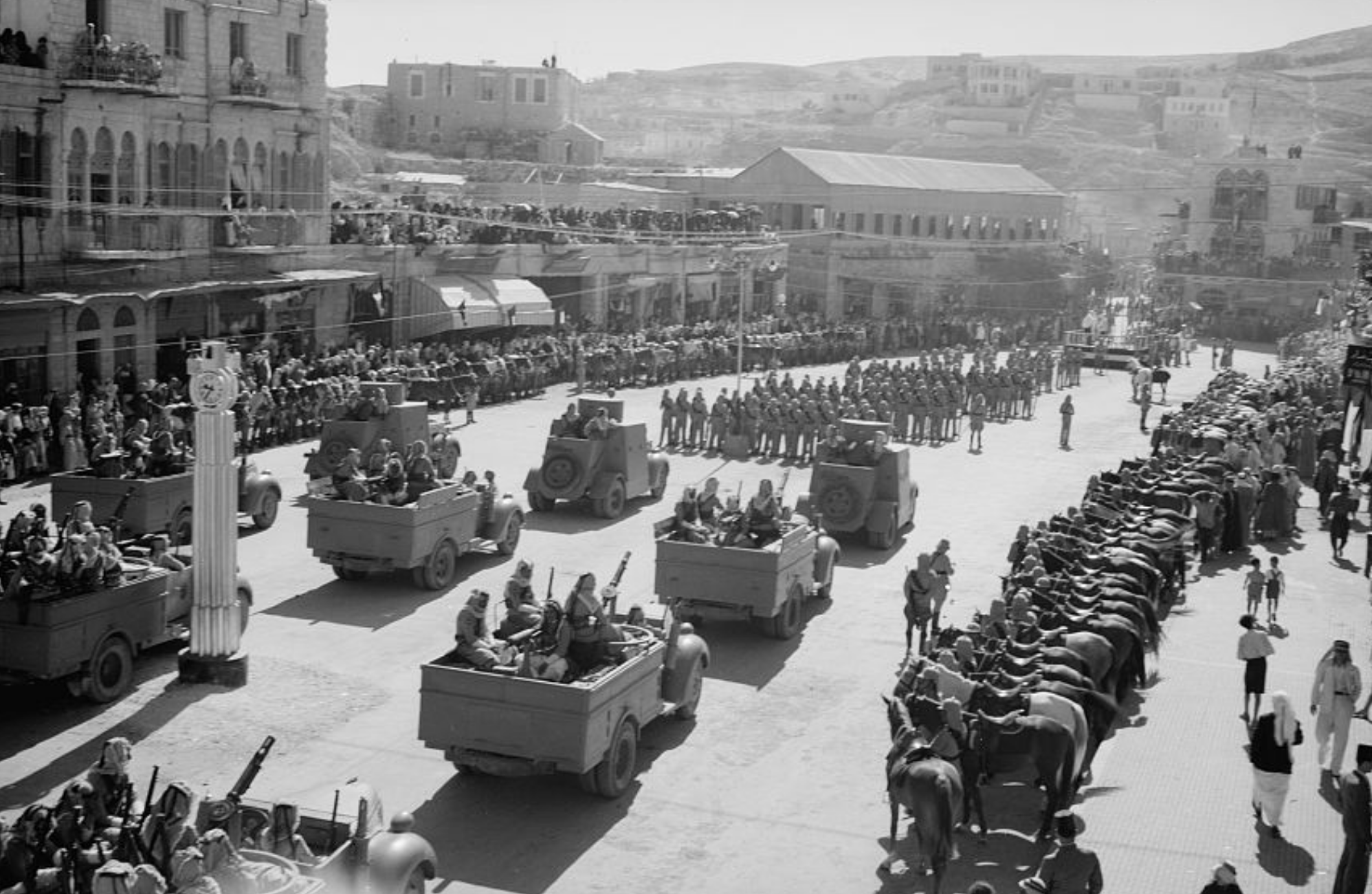
عرض عسكري احتفالا بالذكرى الرابعة والعشرين للثورة العربية الكبرى، 1940

في الأصل، كانت المنطقة عبارة عن مساحة واسعة مفتوحة على طول الوادي الذي يفصل بين تلّتي المدينة، جبل عمّان وجبل القلعة. وبعد إنشاء بلدية عمان عام 1909م تم إنشاء مبنى البلدية، وأصبحت المنطقة التي تواجهه تعرف بشارع أو ساحة البلدية.
ومع تعيين عمان عاصمة لإمارة شرق الأردن في عام 1921، اكتسب الشارع أهمية سريعة، وأصبح طريقًا رئيسيًا. خلال هذه الفترة، أصبح موطنًا للعديد من معالم المدينة، بما في ذلك الفنادق البارزة ودور السينما والمطاعم والمقاهي، بالإضافة إلى البنك العثماني ومكتب البريد ووزارة التعليم ووزارة العدل.  تمت إعادة تسمية الشارع لاحقًا تكريمًا لفيصل الأول ملك العراق، ليصبح شارع الملك فيصل في الخمسينيات من القرن العشرين.
يعد الشارع حاليًا وجهة سياحية مليئة بالمحلات التجارية التي تبيع مجموعة واسعة من العناصر، بما في ذلك الملابس والديكورات والتحف والمشروبات والكتب. يمكن الوصول أيضًا إلى سوق الذهب من الشارع، والذي يضم العشرات من متاجر المجوهرات. ويضم شارع الملك حسين أيضًا العديد من المطاعم ومحلات الحلويات، بما في ذلك حلويات حبيبة الذي يقدم الكنافة.

## الفعاليات
بسبب موقع الشارع في منتصف منطقة وسط المدينة وحجمه، فقد تم استخدامه كمساحة عامة للمناسبات والاحتفالات الوطنية خلال معظم القرن العشرين. وكان الملك عبد الله الأول، ومن بعده الملك حسين، يخاطب الأردنيين في الشارع من شرفة مبنى البلدية القديم، أو من منصات صممت خصيصا لذلك. وشهد الشارع مرور موكب الشريف الحسين بن علي في عام 1931، وكذلك الاحتفالات الوطنية مثل إعلان استقلال الأردن في عام 1946.
كانت استعراضات الجيش العربي تقام في شارع الملك فيصل، وذلك في الثلاثينات من القرن العشرين. كان يصطف في مقدمة الإستعراض ضباط وأفراد لشرطة بلباسهم الرسمي، وفي المؤخرة القوة السيّارة، ثم قوة سيّارة من البادية الأردنية وإلى اليسار مجموعة من فرسان الجيش العربي الأردني. كما كان الملك عبد الله الأول بن الحسين يقلّد الأوسمة لضباط وأفراد الجيش العربي في ساحة هذا الشارع.[بحاجة لمصدر]
من أهم الأحداث الذي عاصرها شارع الملك فيصل في الثلاثينات من القرن العشرين، الجنازة الرسمية التي أقيمت للشريف حسين بن علي، وهو في طريقه إلى القدس ليوارى جثمانه الثرى في حرم المسجد الأقصى بناءً على وصيته ورغبة أهل فلسطين.

## الاحتجاجات السياسية
كان المسجد الحسيني الكبير المكان المفضل للاحتجاجات الوطنية في عمان من عام 1928، حيث يتجمع المتظاهرون عند المسجد، ويستمعون إلى الخطب، ثم يسيرون نحو شارع الملك فيصل القريب ليهتفوا بمطالبهم. كتبت عالمة السياسة الأمريكية جيليان شويدلر أن: "ممارسات صنع المكان المتنافسة في ساحة الملك فيصل - من سلطة الدولة التي تم تأكيدها من خلال العروض العسكرية والمعارضة التي تم التعبير عنها في المظاهرات - معًا حددت المنطقة بأنها سياسية بلا شك."

## السياحة
يعد الشارع وجهة سياحية تمتلئ بالمطاعم والمحلات التجارية التي تبيع مجموعة واسعة من العناصر، بما في ذلك الملابس والتحف والمشروبات والكتب. يمكن الوصول أيضًا من الشارع إلى سوق الذهب، الذي يضم العشرات من متاجر المجوهرات. تشمل المباني البارزة في الشارع أول مبنى للبلدية في المدينة، وأول مكتب بريد ( ديوان الدوق اليوم)، والمقر الأصلي للبنك العربي.

## المباني
تشمل المباني البارزة في شارع الملك فيصل أول مبنى للبلدية في المدينة والذي بني عام 1909 وتم هدمه في الأربعينيات من القرن العشرين لتوسيع الطرق، وأول مكتب بريد بني عام 1924 ( ديوان الدوق اليوم)، والمقر الاول للبنك العربي بني في الخمسينيات من القرن العشرين.

### المحلات التجارية
ومن اشهر المحلات التجارية الضخمة قبل انشاء سوق منكو ومحلات كليوبترا فقد كانت محلات الحايك، في شارع فيصل من المتاجر الهامة حيث كانت تحتوي على الاقمشة والملابس الجاهزة والادوات والهدايا الاخرى وذلك على الطراز الاوروبي الحديث انذاك في الاربعينات. ويضم الشارع اعرق محال لبيع الساعات الثمينة والفاخرة ذات الماركات العالمية الأصلية «محلات الذهبي للساعات».
- مبنى في موقع مبنى البلدية الأول
- ديوان الدوق المبنى يشغل حاليا كمركز ثقافي
- مبنى البنك العربي في منتصف شارع الملك فيصل

## معرض الصور

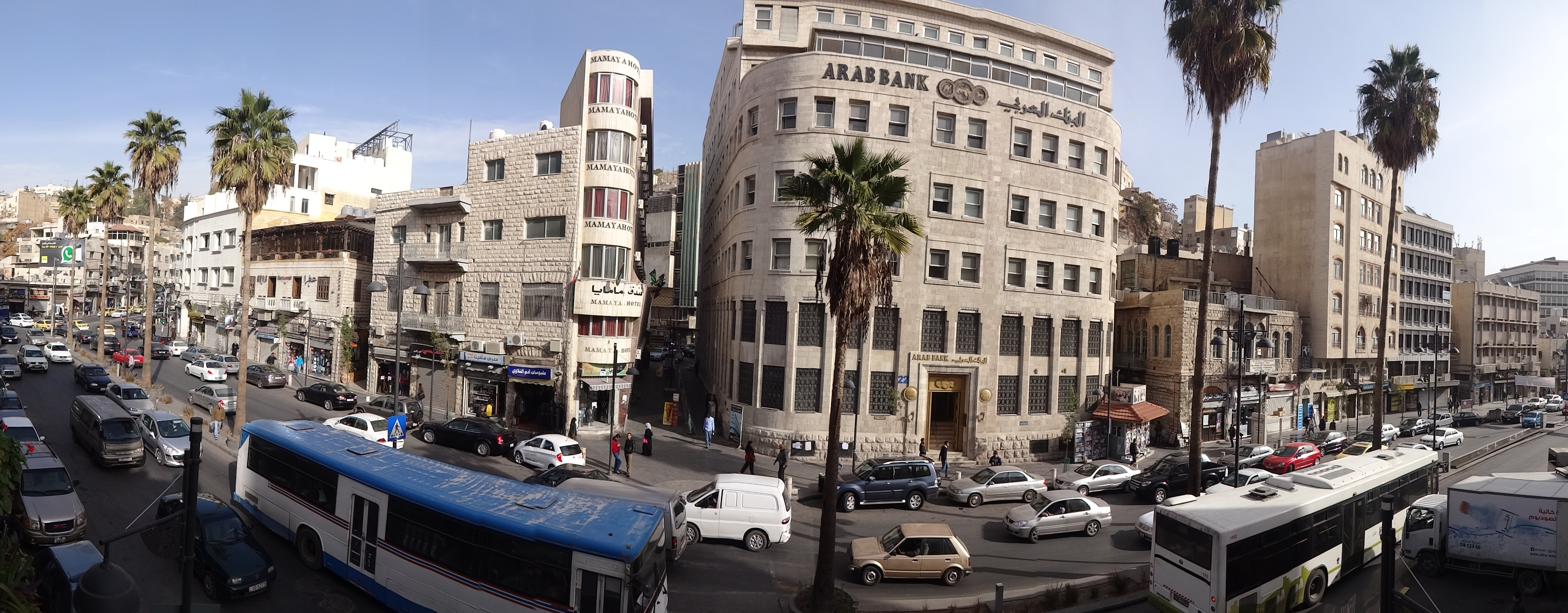
منظر بانورامي لشارع الملك فيصل، ٢٠١٣

## قراءة موسعة
- عمان: تاريخ وصور؛ للمؤلف أرسلان رمضان بكج. رقم الإيداع لدى المكتبة الوطنية ( 1029/ 4/ 2002).
- عمّان، بين الأمس واليوم. للمؤلف أرسلان رمضان بكج. تصميم هلينا هنلي وطباعة دبليو إس كويل، لندن وإبسويتش.